# Ptérocaryer du Caucase
Pterocarya fraxinifolia
Espèce
Classification phylogénétique
Le Ptérocaryer du Caucase (Pterocarya fraxinifolia), aussi appelé Noyer du Caucase, est un arbre à feuilles caduques de la famille des Juglandaceae originaire des vallées du Caucase et de l'Elbourz.

## Description
C'est un arbre vigoureux de taille moyenne à grande, qui peut atteindre 25 m de hauteur pour 20 m d'envergure, avec une couronne dense plus ou moins étalée. Lorsqu'il pousse à découvert il est généralement plus large que haut, avec un tronc court. Le tronc est irrégulièrement cannelé, avec une écorce très rugueuse formant des crêtes verticales sinueuses qui s'entrecroisent. Des contreforts sont parfois présents à la base du tronc. Il drageonne facilement. Ses feuilles, longues de 30 à 40 cm ont une nervure médiane cylindrique (non ailée contrairement au ptérocaryer de Chine ou hybride). Imparipennées, elles sont composées de 21 à 31 folioles oblongues ovales, de couleur vert foncé lustré. Elles deviennent jaunes en automne et tombent tardivement. Les fruits sont de très petites noix vertes entourées de deux ailes semi-circulaires et groupées en épis pendants de 40 à 50 cm de long environ, apparaissant en été.

## Habitats
Il préfère les sols nutritifs et frais. Il est rustique et se comporte bien en milieu urbain. Espèce plutôt alluviale, il pousse bien au bord de l'eau et permet le maintien des berges.

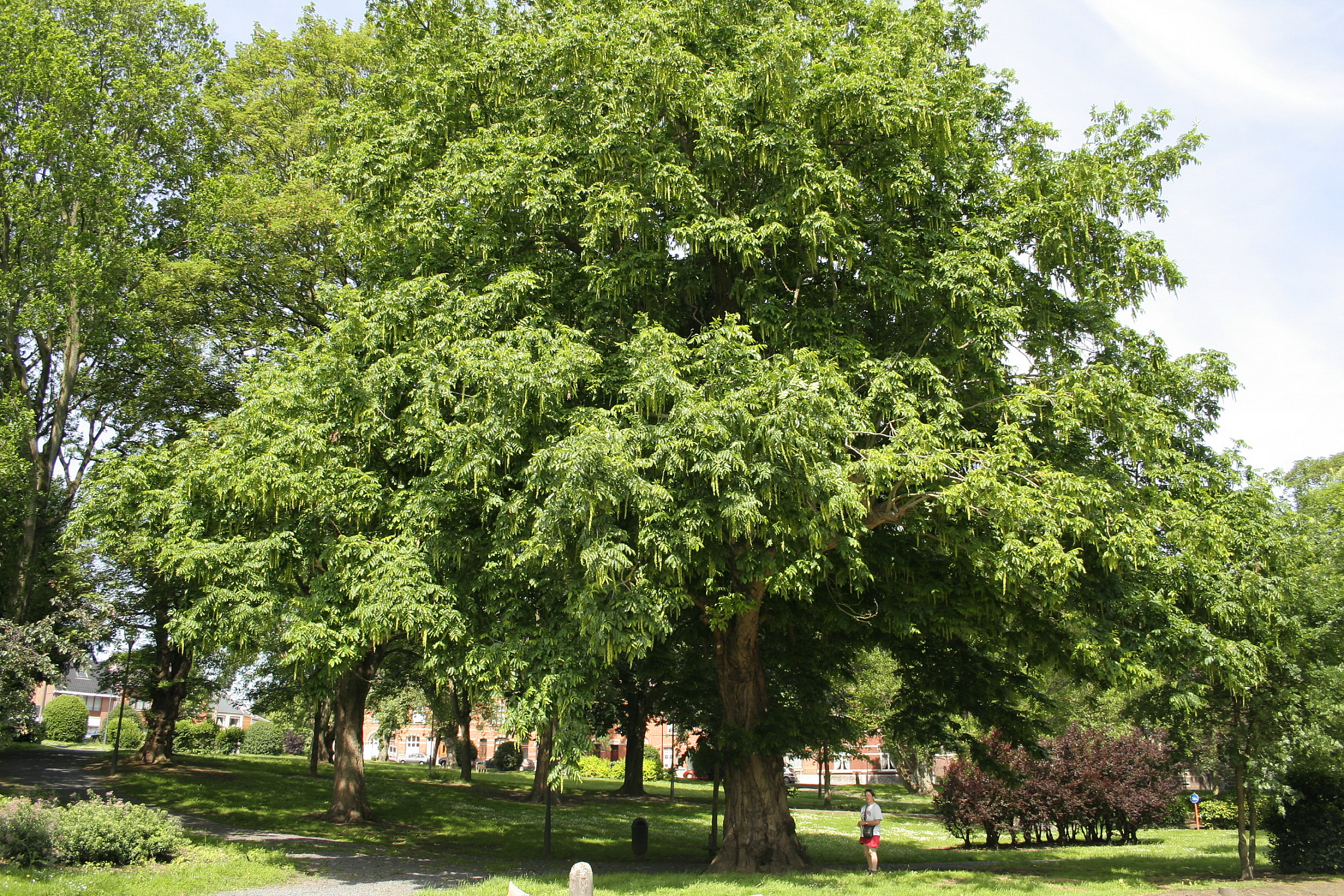
Ptérocaryer du Caucase au port caractéristique, au Rœulx (Belgique).
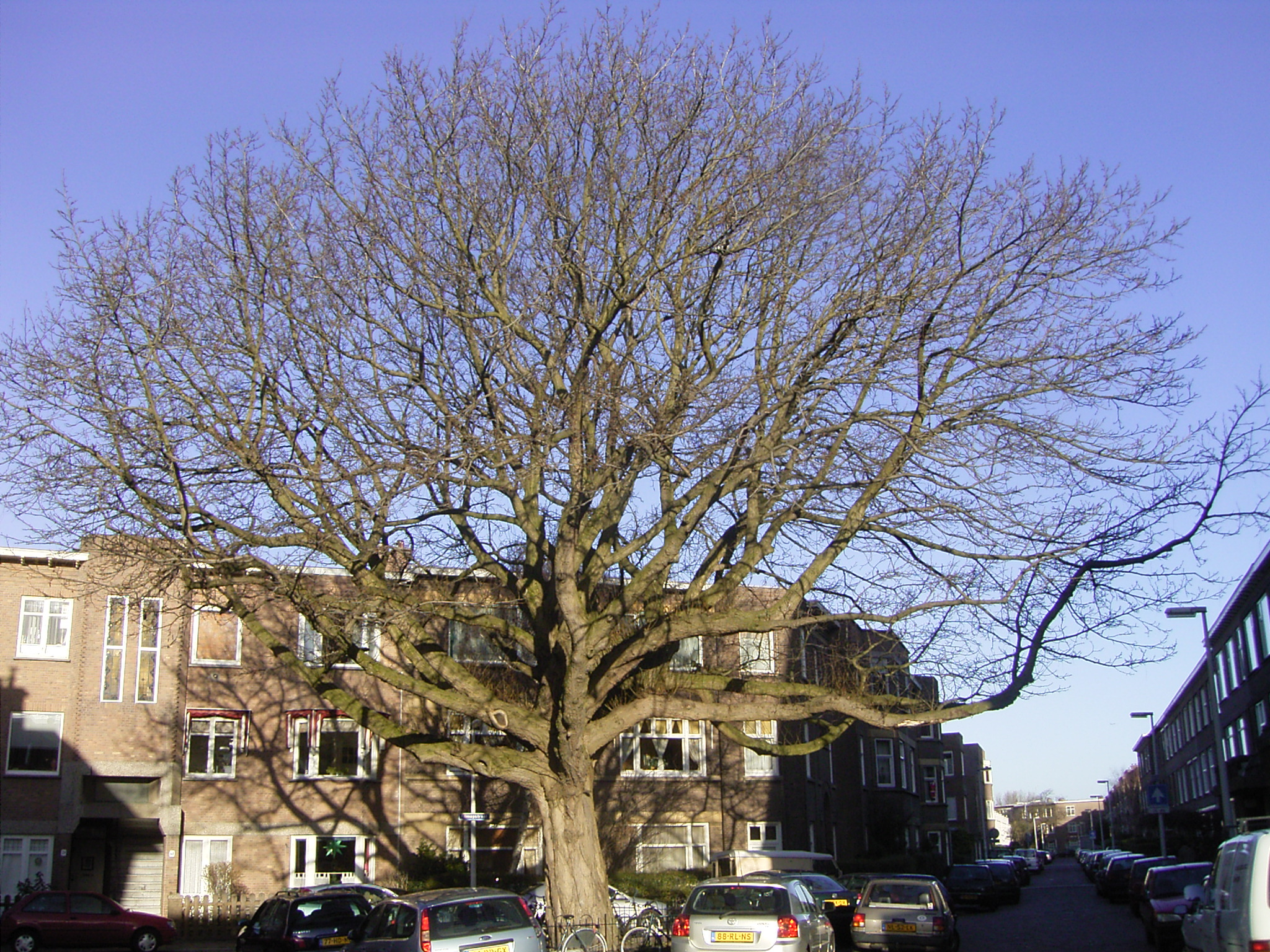
Ptérocaryer du Caucase en hiver. La Haye, (Pays Bas).

## Origine
Le Ptérocaryer du Caucase pousse naturellement à l'étage des forêts de feuillus tempérées dans les montagnes du Caucase et de l'Elbourz, du sud de la Russie au nord de l'Iran. Il est classé espèce vulnérable dans son habitat naturel par l'IUCN. 
Cette zone a constitué un refuge glaciaire, comme pour beaucoup d'autres arbres et espèces végétales aujourd'hui confinés dans ces deux massifs, ou dans les Balkans et en Anatolie, et qui n'ont pas encore réussi à reconquérir l'ensemble de l'Europe, où elles habitaient autrefois. Le climat de l'Holocène est redevenu favorable depuis près de 10 000 ans en Europe, mais cette espèce n'a pas encore pu se réinstaller du fait des barrières écologiques qui ont bloqué son expansion. Le Ptérocaryer du Caucase poussait un peu partout en Europe durant les  périodes interglaciaires : on a retrouvé des traces de pollen dans le Cotentin, en Allemagne et en Suisse datant du Pléistocène,.
Il a été introduit en France en 1784, et au Royaume-Uni vers 1800, et depuis lors il est planté comme arbre d'ornement dans une grande partie de l'Europe. Se multipliant facilement et pouvant s'établir dans le milieu naturel, l'espèce est présentée comme invasive potentielle par le conservatoire botanique national de Brest (2008).

## Synonymes
- Juglans fraxinifolia Lam.
- Pterocarya caucasica C.A.Mey.
- Pterocarya dumosa Lavallée ex Dippel
- Pterocarya pterocarpa (Michx.) Kunth
- Pterocarya spachiana Lavall.
- Pterocarya sorbifolia Siebold & Zucc.
- Pterocarya fraxinifolia  (Poir.) Spach, 1834
- Rhus obscura M.Bieb.
- Wallia fraxinifolia (Poir.) Alef.